# Хермипа (спътник)
Вижте пояснителната страница за други значения на Хермипа.
Хермипа е естествен спътник на Юпитер. Открит е от екипа от астрономи Скот Шепърд, Дейвид Джуит и Ян Клейна на 9 декември 2001 г. Първоначалното означение на спътника е S/2001 J 3. Спътникът носи името на фигурата от древногръцката митология Хермипа.
Хермипа е малко по размери тяло с диаметър от 4 km и се намира на ретроградна орбита около Юпитер. Принадлежи към групата на Ананке.